# Elenchus tenuicornis
Elenchus tenuicornis là một loài côn trùng trong chi Elenchus.